# Maria Teresa de Filippis
Maria Teresa de Filippis (* 11. November 1926 in Neapel; † 9. Januar 2016 in Scanzorosciate) war eine italienische Automobilrennfahrerin. Die auch „Pilotino“ (kleiner Rennfahrer) genannte de Filippis war die erste Frau, die bei einem Lauf zur Automobil-Weltmeisterschaft startete, die heutzutage als Formel-1-Weltmeisterschaft bezeichnet wird.

## Karriere

### Anfänge: Straßen- und Sportwagenrennen
De Filippis stammte aus einer Industriellenfamilie und begann im Alter von 22 Jahren, Automobilrennen zu fahren. Diese Entscheidung war nach ihrer eigenen Darstellung auf eine Wette mit ihren Brüdern zurückzuführen, die nicht glauben wollten, dass ihre Schwester schnell Auto fahren könne. Sie gewann bereits ihr erstes Automobilrennen, ein zehn Kilometer langes Straßenrennen zwischen Salerno und Cava de’ Tirreni, das sie mit einem Fiat 500 bestritt. 1954 wurde De Filippis Zweite der Italienischen Sportwagenmeisterschaft. Im darauf folgenden Jahr fuhr sie Sportwagen für Maseratis Werksteam.

### Formel 1

#### 1958: Maserati

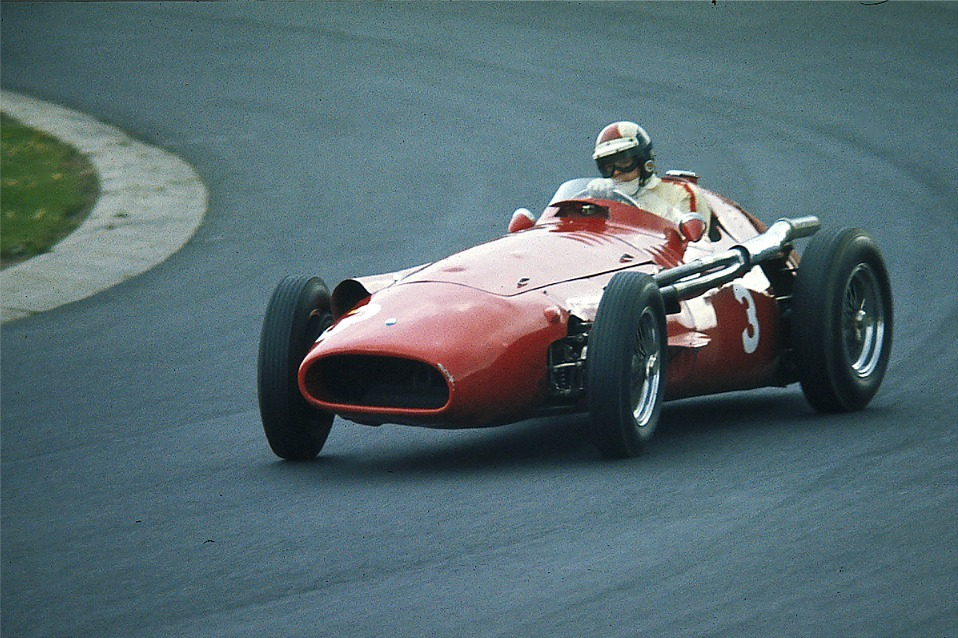
Maserati 250F

Nachdem de Filippis zahlreiche Berg- und Langstreckenrennen für Maserati bestritten hatte, ergab sich 1958 die Möglichkeit, bei Formel-1-Rennen zu starten. Zwar hatte Maserati sein Werksteam bereits mit Ablauf des Vorjahrs aus der Formel 1 zurückgezogen, das Unternehmen stellte aber weiterhin privaten Fahrern die erfolgreichen Rennwagen 250F, mit denen Juan Manuel Fangio 1957 die Fahrerweltmeisterschaft gewonnen hatte, zur Verfügung und betreute diese auch. Nachdem de Filippis beim nicht zur Weltmeisterschaft zählenden Großen Preis von Syrakus mit einem 250F den fünften Platz erzielt hatte, konnte sie auch in vier Rennen der Automobil-Weltmeisterschaft auf einen solchen Wagen zurückgreifen.
Den ersten Versuch unternahm sie mit einem von ihrem eigenen Team gemeldeten Wagen beim Großen Preis von Monaco 1958, zu dem lediglich 16 Fahrer startberechtigt waren. De Filippis scheiterte hier – ebenso wie unter anderem Bernie Ecclestone – bereits an der Qualifikation; zu der Rundenzeit, die für eine Rennteilnahme nötig war, fehlten ihr fünf Sekunden. Zum ersten Formel-1-Einsatz kam es einen Monat später beim Großen Preis von Belgien. Sie beendete das Rennen als Zehnte. Beim Großen Preis von Portugal im Spätsommer 1958 fuhr de Filippis ausnahmsweise für die Scuderia Centro Sud, ein gut organisiertes Privatteam aus Modena. Sie ging als 15. und letzte ins Rennen, das sie nach sechs Runden infolge eines Motorschadens beenden musste. Bei ihrem Heimrennen in Italien fuhr sie schließlich wieder einen selbst gemeldeten Maserati. Hier schied sie nach 22 Runden wiederum infolge eines Motorschadens aus.

#### 1959: Porsche
In der Automobil-Weltmeisterschaft 1959 trat sie für das Porsche-Werksteam zum Großen Preis von Monaco an. Der von ihr eingesetzte Behra-Porsche war ein für die Formel 2 konstruiertes Fahrzeug mit 1,5 Litern Hubraum, das im Vergleich zu den regulären Formel-1-Fahrzeugen, bei denen ein Hubraum von bis zu 2,5 Litern zugelassen war, untermotorisiert war. Während ihrem Teamkollegen Wolfgang Graf Berghe von Trips in einem Porsche 718 die Qualifikation für den 12. Startplatz gelang, scheiterte de Filippis im Zeittraining. Auf die Qualifikation fehlten ihr drei Sekunden. Außerdem nahm sie in diesem Jahr für die Scuderia Ugolini mit einem Maserati 250F an der BRDC International Trophy teil, einem Formel-1-Rennen, das nicht zur Weltmeisterschaft zählte. Hier schied sie nach 40 von 50 Runden mit defekter Kraftübertragung aus.
Nach dem Unfalltod ihres guten Freundes Jean Behra bei einem Sportwagenrennen im Rahmenprogramm des Großen Preises von Deutschland 1959 auf der AVUS beendete sie im August 1959 ihre Karriere.

## Privatleben
Nach ihrem Rückzug aus dem Motorsport heiratete de Filippis. Sie wurde Mutter einer Tochter. Erst 1979 nahm sie wieder Kontakt zum Motorsport auf, als sie dem International Club of Former F1 Grand Prix Drivers beitrat, dessen Vizepräsidentin sie von 1997 bis 2011 war.

## De Filippis über Frauen im Motorsport
Maria Teresa de Filippis war eine von nur fünf Rennfahrerinnen, die sich in einem Zeitraum von 65 Jahren an Weltmeisterschaftsläufen der Formel 1 beteiligten. Nach ihrem Rückzug dauerte es 15 Jahre, bis mit Lella Lombardi wieder eine Frau ein Formel-1-Rennen bestritt. Wenig später traten vorübergehend Divina Galica und Desiré Wilson in der Formel 1 an, und Giovanna Amatis Engagement für Brabham in der Saison 1992 war bis 2016 die letzte Rennfahrerin im Grand-Prix-Sport.
In einem Interview mit der britischen Zeitschrift The Observer aus dem Jahr 2006 führte sie aus, dass die körperliche Stärke, die für die Teilnahme an einem Formel-1-Rennen erforderlich sei, „nicht typisch weiblich“ sei. Dennoch seien Frauen in der Lage, erfolgreich an Formel-1-Rennen teilzunehmen: „Frauen können alles, was auch Männer können“. Ihnen fehle allerdings vielfach die notwendige Unterstützung. Viele Sponsoren seien der Auffassung, dass Frauen es ohnehin nicht schaffen würden; daher würden sie ihr Geld nicht in eine Rennfahrerin investieren.

## Statistik

### Statistik in der Automobil-Weltmeisterschaft

#### Gesamtübersicht
| Saison | Team                     | Chassis       | Motor           | Rennen | Siege | Zweiter | Dritter | Poles | schn. Rennrunden | Punkte | WM-Pos. |
| ------ | ------------------------ | ------------- | --------------- | ------ | ----- | ------- | ------- | ----- | ---------------- | ------ | ------- |
| 1958   | Maria Teresa de Filippis | Maserati 250F | Maserati 2.5 L6 | 2      | –     | –       | –       | –     | –                | –      | NC      |
| 1958   | Scuderia Centro Sud      | Maserati 250F | Maserati 2.5 L6 | 1      | –     | –       | –       | –     | –                | –      | NC      |
| Gesamt | Gesamt                   | Gesamt        | Gesamt          | 3      | –     | –       | –       | –     | –                | –      |         |

#### Einzelergebnisse
| Saison | 1   | 2 | 3 | 4  | 5 | 6 | 7 | 8   | 9   | 10 | 11 |
| ------ | --- | - | - | -- | - | - | - | --- | --- | -- | -- |
| 1958   |     |   |   |    |   |   |   |     |     |    |    |
|        | DNQ |   |   | 10 |   |   |   | DNF | DNF |    |    |
| 1959   |     |   |   |    |   |   |   |     |     |    |    |
| DNQ    |     |   |   |    |   |   |   |     |     |    |    |

| Legende  | Legende            | Legende                                                          |
| Farbe    | Abkürzung          | Bedeutung                                                        |
| -------- | ------------------ | ---------------------------------------------------------------- |
| Gold     | –                  | Sieg                                                             |
| Silber   | –                  | 2. Platz                                                         |
| Bronze   | –                  | 3. Platz                                                         |
| Grün     | –                  | Platzierung in den Punkten                                       |
| Blau     | –                  | Klassifiziert außerhalb der Punkteränge                          |
| Violett  | DNF                | Rennen nicht beendet (did not finish)                            |
| Violett  | NC                 | nicht klassifiziert (not classified)                             |
| Rot      | DNQ                | nicht qualifiziert (did not qualify)                             |
| Rot      | DNPQ               | in Vorqualifikation gescheitert (did not pre-qualify)            |
| Schwarz  | DSQ                | disqualifiziert (disqualified)                                   |
| Weiß     | DNS                | nicht am Start (did not start)                                   |
| Weiß     | WD                 | zurückgezogen (withdrawn)                                        |
| Hellblau | PO                 | nur am Training teilgenommen (practiced only)                    |
| Hellblau | TD                 | Freitags-Testfahrer (test driver)                                |
| ohne     | DNP                | nicht am Training teilgenommen (did not practice)                |
| ohne     | INJ                | verletzt oder krank (injured)                                    |
| ohne     | EX                 | ausgeschlossen (excluded)                                        |
| ohne     | DNA                | nicht erschienen (did not arrive)                                |
| ohne     | C                  | Rennen abgesagt (cancelled)                                      |
| ohne     | keine WM-Teilnahme |                                                                  |
| sonstige | P/fett             | Pole-Position                                                    |
| sonstige | 1/2/3/4/5/6/7/8    | Punktplatzierung im Sprint-/Qualifikationsrennen                 |
| sonstige | SR/kursiv          | Schnellste Rennrunde                                             |
| sonstige | *                  | nicht im Ziel, aufgrund der zurückgelegten Distanz aber gewertet |
| sonstige | ()                 | Streichresultate                                                 |
| sonstige | unterstrichen      | Führender in der Gesamtwertung                                   |

### Einzelergebnisse in der Sportwagen-Weltmeisterschaft
| Saison | Team     | Rennwagen      | 1   | 2   | 3   | 4   | 5   | 6   |
| ------ | -------- | -------------- | --- | --- | --- | --- | --- | --- |
| 1955   | Maserati | Maserati A6GCS | BUA | SEB | MIM | LEM | RTT | TAR |
| 1955   | Maserati | Maserati A6GCS |     |     | DNF |     |     | 9   |
| 1956   |          | Maserati A6GCS | BUA | SEB | MIM | NÜR | KRI |     |
| 1956   | DNF      | Maserati A6GCS |     |     |     |     |     |     |
| 1958   |          | Osca TN1500    | BUA | SEB | TAR | NÜR | LEM | RTT |
| 1958   | DNF      | Osca TN1500    |     |     |     |     |     |     |